# Vitali Gudiyev
Bản mẫu:Eastern Slavic name
Vitali Kazimirovich Gudiyev (tiếng Nga: Виталий Казимирович Гудиев; sinh ngày 22 tháng 4 năm 1995) là một thủ môn bóng đá người Nga hiện tại thi đấu cho Akhmat Grozny ở Giải bóng đá ngoại hạng Nga.

## Sự nghiệp câu lạc bộ

### Alania
Anh có màn ra mắt tại FNL cho FC Alania Vladikavkaz vào ngày 24 tháng 6 năm 2011 trong trận đấu với FC Mordovia Saransk.

### Terek
Vào ngày 15 tháng 2 năm 2014, Terek thông báo đã ký hợp đồng với Gudiyev for với thời hạng 4,5 năm.

## Đời sống cá nhân
Anh là con trai của Kazemır Qudiyev.

## Thống kê sự nghiệp
Tính đến 13 tháng 5 năm 2018
| Câu lạc bộ            | Mùa giải            | Giải vô địch                | Giải vô địch | Giải vô địch | Cúp     | Cúp       | Châu lục | Châu lục  | Tổng cộng | Tổng cộng |
| Câu lạc bộ            | Mùa giải            | Hạng đấu                    | Số trận      | Bàn thắng    | Số trận | Bàn thắng | Số trận  | Bàn thắng | Số trận   | Bàn thắng |
| --------------------- | ------------------- | --------------------------- | ------------ | ------------ | ------- | --------- | -------- | --------- | --------- | --------- |
| FC Alania Vladikavkaz | 2011–12             | FNL                         | 1            | 0            | 1       | 0         | 0        | 0         | 2         | 0         |
| FC Alania Vladikavkaz | 2012–13             | Giải bóng đá ngoại hạng Nga | 3            | 0            | 1       | 0         | –        | –         | 4         | 0         |
| FC Alania Vladikavkaz | 2013–14             | FNL                         | 6            | 0            | 2       | 0         | –        | –         | 8         | 0         |
| FC Alania Vladikavkaz | Tổng cộng           | Tổng cộng                   | 10           | 0            | 4       | 0         | 0        | 0         | 14        | 0         |
| FC Akhmat Grozny      | 2013–14             | Giải bóng đá ngoại hạng Nga | 0            | 0            | 0       | 0         | –        | –         | 0         | 0         |
| FC Akhmat Grozny      | 2014–15             | Giải bóng đá ngoại hạng Nga | 0            | 0            | 0       | 0         | –        | –         | 0         | 0         |
| FC Akhmat Grozny      | 2015–16             | Giải bóng đá ngoại hạng Nga | 0            | 0            | 0       | 0         | –        | –         | 0         | 0         |
| FC Akhmat Grozny      | 2016–17             | Giải bóng đá ngoại hạng Nga | 1            | 0            | 0       | 0         | –        | –         | 1         | 0         |
| FC Akhmat Grozny      | 2017–18             | Giải bóng đá ngoại hạng Nga | 10           | 0            | 0       | 0         | –        | –         | 10        | 0         |
| FC Akhmat Grozny      | Tổng cộng           | Tổng cộng                   | 11           | 0            | 0       | 0         | 0        | 0         | 11        | 0         |
| FC Terek-2 Grozny     | 2015–16             | PFL                         | 4            | 0            | –       | –         | –        | –         | 4         | 0         |
| Tổng cộng sự nghiệp   | Tổng cộng sự nghiệp | Tổng cộng sự nghiệp         | 25           | 0            | 4       | 0         | 0        | 0         | 29        | 0         |